# 必列治街 (雪梨)
必列治街，又譯別列治街、庇列治街、卑列始街，是澳洲新南威爾斯州雪梨商業中心區北部的一條東西向街道，全長500（1,600英尺），雙程行車。街道西始佐治街，經過必街及菲臘街，東至麥覺理街近布政司洋樓處。
必列治街意譯為「橋街」，由紐修威省總督麥覺理以該街道近夾必街路口處的小橋命名。

## 圖集

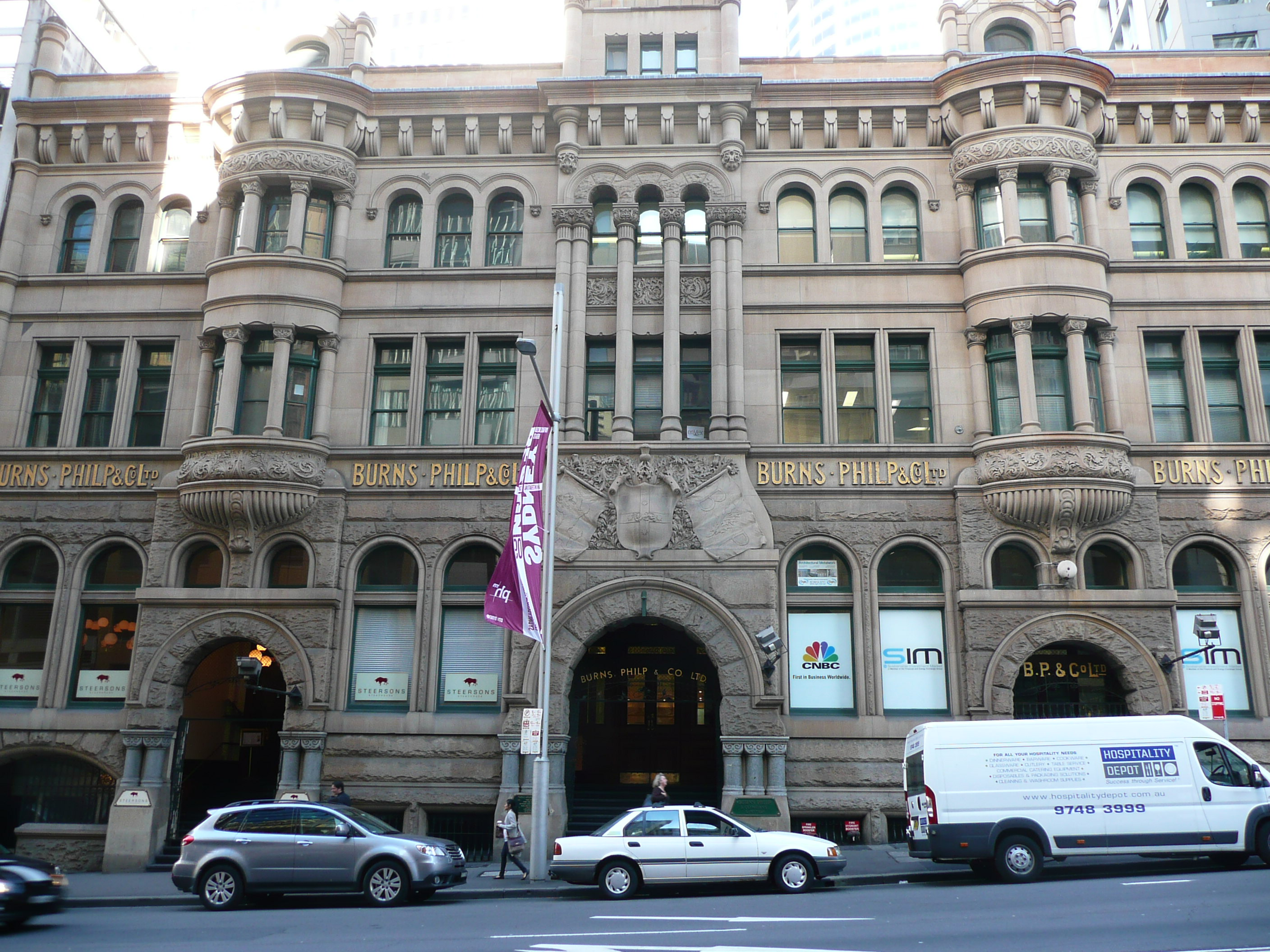
般非立洋樓（英语：Burns Philp）
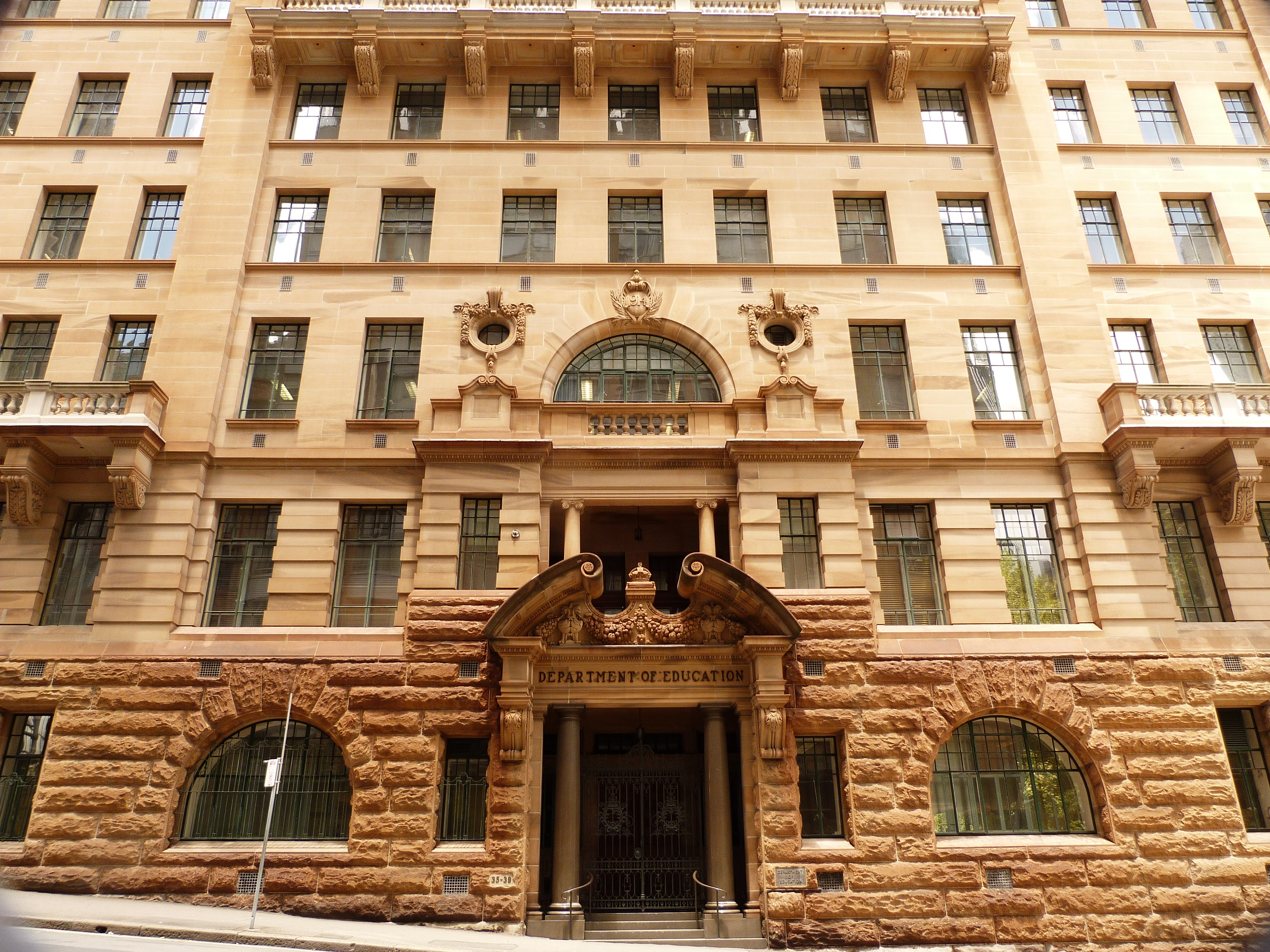
教育廳洋樓
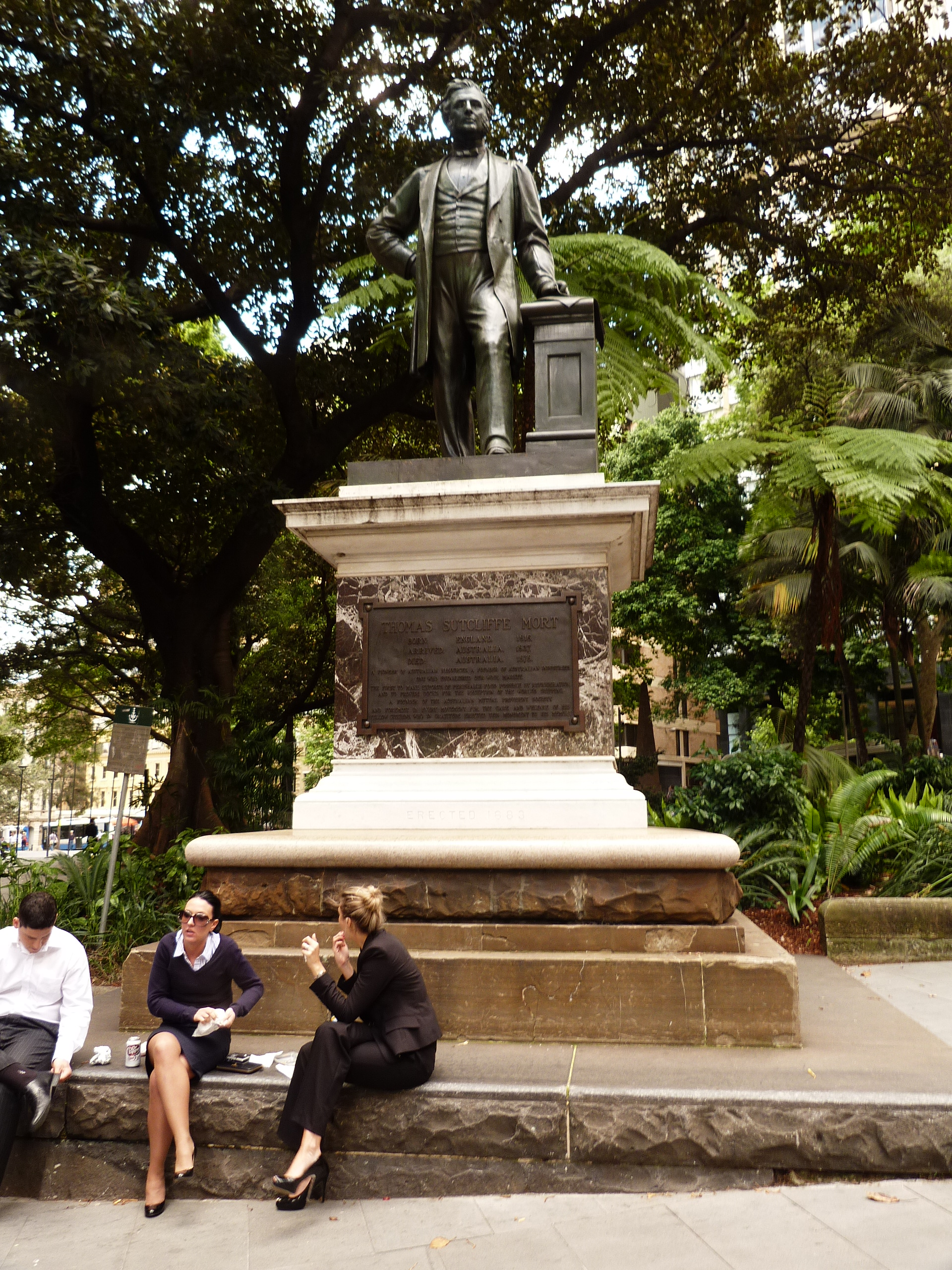
麥覺理廣場（英语：Macquarie Place Park）
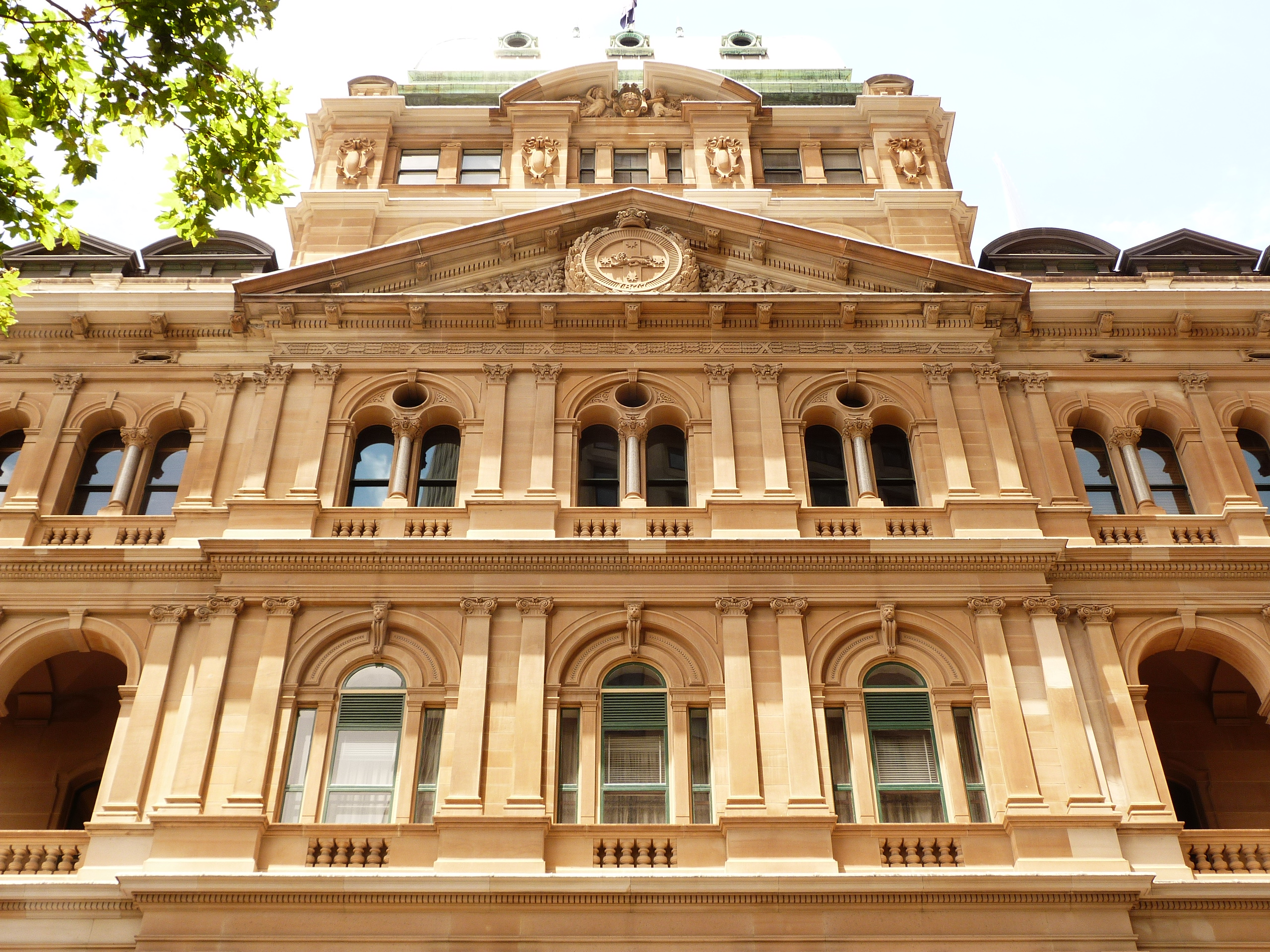
布政司洋樓